# Tisové skaly
Tisové skaly jsou přírodní památka v katastrálním území města Modra v okrese Pezinok v Bratislavském kraji na Slovensku. Území bylo vyhlášeno v roce 1977 a jeho rozloha je 1,52 hektaru. Předmětem ochrany je ukázka vývoje Malých Karpat.